# Такэмикадзути
Такэмикадзути (яп. 建御雷 или 武甕槌) — в синтоизме — ками, мужское божество, из японской мифологии. Бог грома и бог меча. Он также участвовал в том, что считается первым зарегистрированным в истории матчем по сумо.

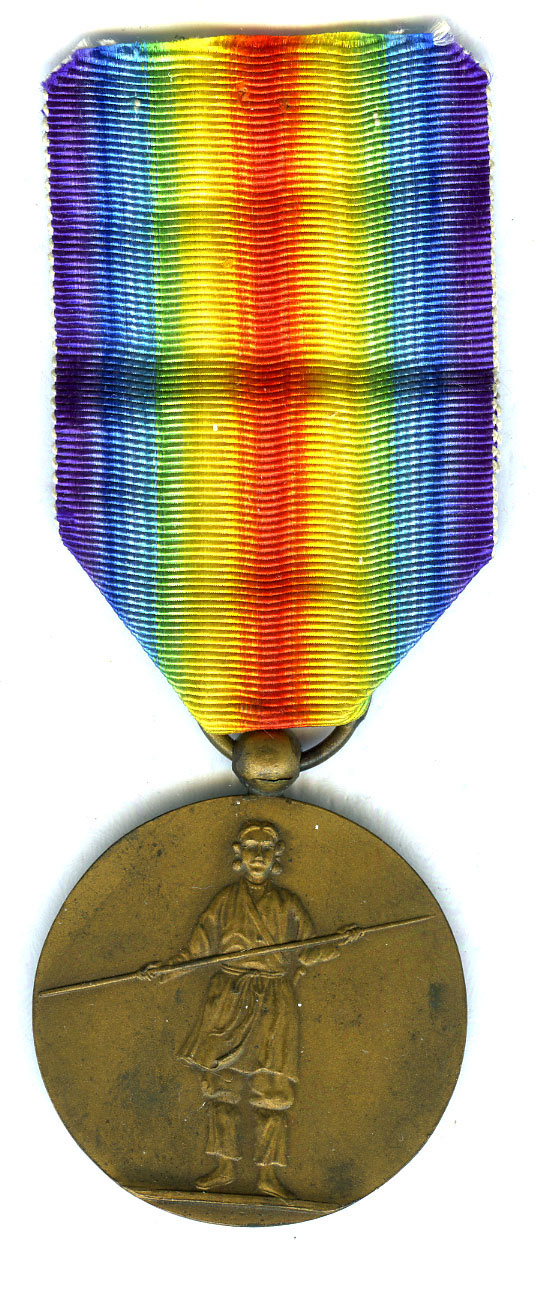
Изображение Такэмикадзути на японской памятной медали в честь победы в Первой мировой войны

Также известен как Касима-но ками, главное божество, почитаемое в храме Касима в городе Касима, префектура Ибараки. На намадзу-э периода Эдо часто изображался Тэкэмикадзути/Касима-но ками, пытающийся покорить гигантского сома Онамадзу, живущего в грязи под Японскими островами. В японской мифологии считается, что Такэмикадзути сдерживает сома. Когда Касима ослабляет свою бдительность, Онамадзу мечется, вызывая сильные колебания земли и землетрясения.

## Мифология
Идзанаги обезглавил Кагуцути мечом Амэ-но Охабари (天之尾羽張) и разделил его тело на восемь частей, которые стали восемью вулканами. Из крови Кагуцути, которая капала с меча Идзанаги, появилось множество божеств, в том числе бог Такэмикадзути.